# Shirine Boukli

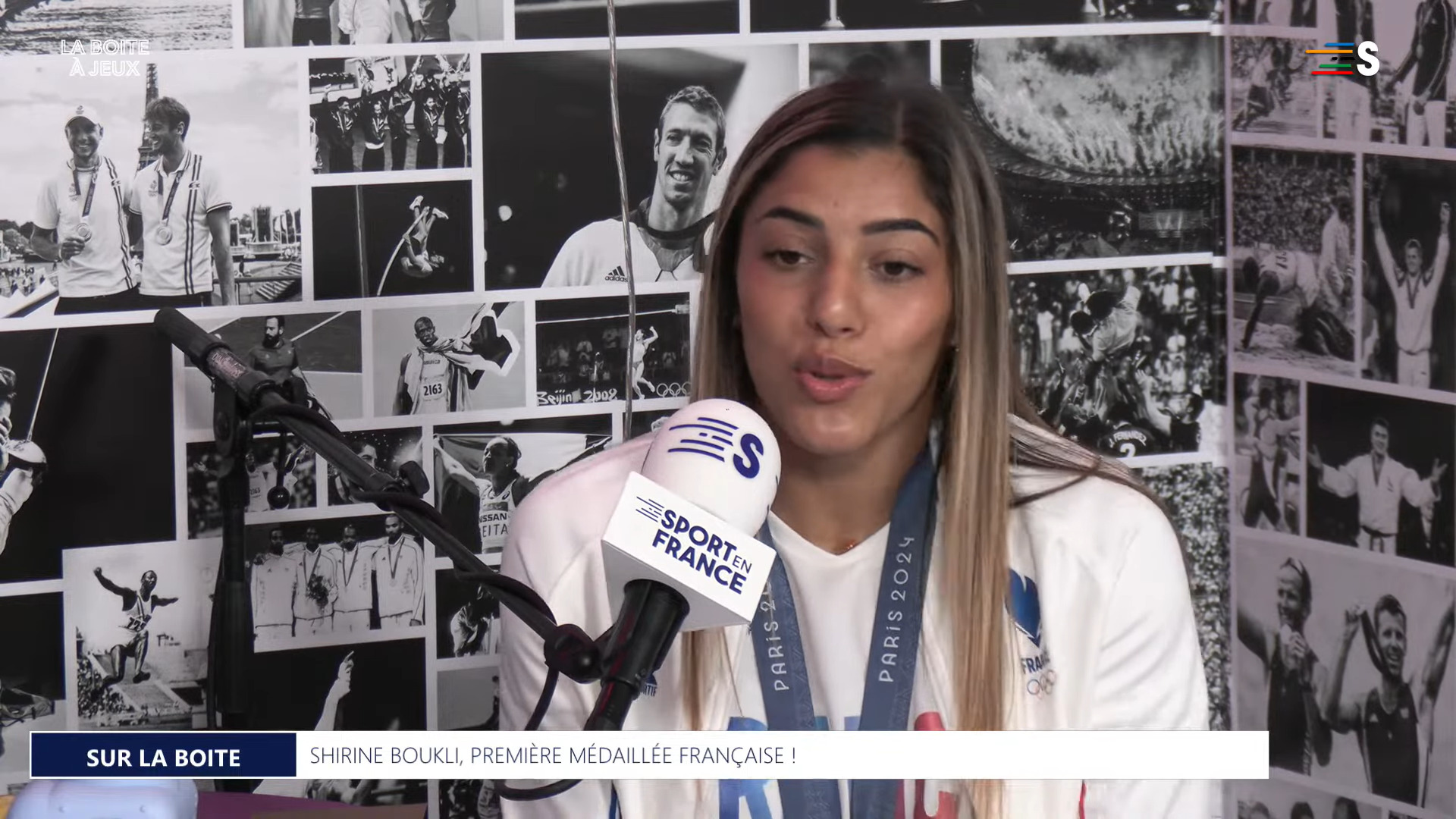
Shirine Boukli, 2024

Shirine Boukli (* 24. Januar 1999 in Aramon) ist eine französische Judoka. 2020, 2022 und 2023 wurde sie Europameisterin in der Gewichtsklasse bis 48 Kilogramm, 2023 Weltmeisterschaftszweite.

## Sportliche Karriere
Shirine Boukli war 2018 französische Meisterin vor Melanie Clement. Im September 2019 war Boukli Zweite der Junioreneuropameisterschaften, einen Monat später gewann sie auch die Silbermedaille bei den Juniorenweltmeisterschaften. Im Januar 2020 belegte sie den zweiten Platz beim Grand-Prix-Turnier in Tel Aviv. Einen Monat später siegte sie beim Grand-Slam-Turnier in Düsseldorf, bei dem sie im Finale die Japanerin Funa Tonaki bezwang. Nachdem von März 2020 bis September 2020 nahezu alle Judoturniere wegen der COVID-19-Pandemie abgesagt worden waren, erreichte Boukli im Oktober 2020 beim Grand-Slam-Turnier in Budapest den Kampf um einen dritten Platz und unterlag dort der Serbin Andrea Stojadinov. Bei den Europameisterschaften in Prag im November 2020 siegte Boukli im Finale gegen Stojadinov. Bei den Weltmeisterschaften 2021 verlor sie im Viertelfinale gegen die Spanierin Julia Figueroa und belegte am Ende den siebten Platz. Anderthalb Monate später unterlag sie bei den Olympischen Spielen in Tokio in ihrem Auftaktkampf der Serbin Milica Nikolić. Im Oktober 2021 gewann Boukli den Titel bei den Militärweltmeisterschaften.
Nachdem Boukli Ende 2021 Zweite beim Grand-Slam-Turnier in Abu Dhabi geworden war, siegte sie Anfang 2022 beim Grand-Slam-Turnier in Tel Aviv. Im April 2022 besiegte Boukli im Finale der Europameisterschaften in Sofia die Portugiesin Catarina Costa. Bei den Weltmeisterschaften 2022 in Taschkent schied Boukli im Achtelfinale gegen die Kasachin Abiba Abuschakynowa aus. Im November 2022 siegte sie beim Grand Slam in Baku. Bei den Weltmeisterschaften 2023 in Doha traf Boukli im Halbfinale auf Abiba Abuzhakynova und gewann, im Finale unterlag sie der Japanerin Natsumi Tsunoda. Im November bei den Europameisterschaften in Montpellier bezwang sie im Finale Catarina Costa. Bei den Olympischen Spielen 2024 in Paris gewann sie die Bronzemedaille. 2024 wurde Boukli als Ritter in die Ehrenlegion aufgenommen.